# Rachael Leigh Cook

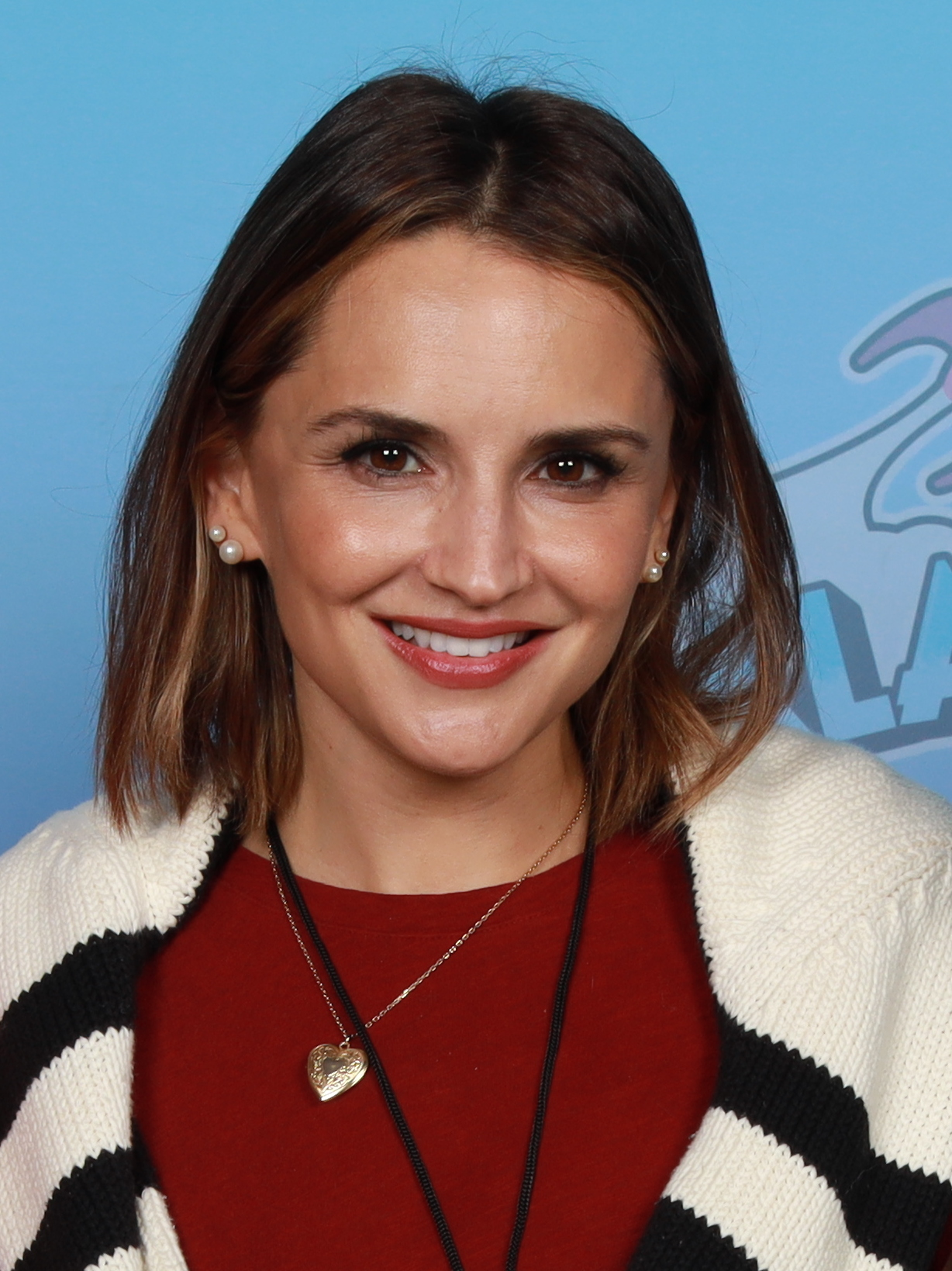
Rachael Leigh Cook (2024)

Rachael Leigh Cook (* 4. Oktober 1979 in Minneapolis, Minnesota) ist eine US-amerikanische Schauspielerin und Model.

## Leben und Karriere
Cook arbeitete bereits mit zehn Jahren als Fotomodell und war in Werbespots und in einer Anti-Drogen-Kampagne zu sehen. Ihren High-School-Abschluss machte sie im Jahr 1998. Der internationale Durchbruch als Schauspielerin gelang ihr mit dem Film Eine wie keine an der Seite von Freddie Prinze junior. In einem für Teenie-Filme typischen Plot vollzieht sie die Wandlung vom hässlichen Entlein zur begehrenswerten Partnerin für den bevorstehenden Schulabschlussball.
Neben Spielfilmen übernahm Cook mehrere Gastrollen in Dawson’s Creek und Las Vegas. Auch eine Rolle in der Mystery-Serie Outer Limits – Die unbekannte Dimension gehört zu ihren Auftritten. Besonders gute Kritiken bekam sie für ihre Rolle im Episodenfilm 11:14, einem Experimentalfilm des Regisseurs Greg Marcks aus dem Jahr 2003. Sie spielte in dem Episodenfilm neben namhaften Schauspielern wie Hilary Swank und Patrick Swayze.
Während sie von vielen Kritikern immer als das nette Mädchen von nebenan betrachtet wird, bemühte sich Rachael Leigh Cook gerade in der Zeit nach Eine wie keine um hintergründigere, dunkle Rollen und legte sich nicht auf die Rolle des liebenswerten „Opfers“ fest. Beispiele hierfür sind ihre Rolle in Startup (2001) oder ihr Auftritt an der Seite von Sylvester Stallone in Get Carter (2000). Im Musikvideo des Songs Dressed to Kill (2000) der amerikanischen Rockband New Found Glory spielte sie wiederum erneut in einer kleinen Rolle das Mädchen von nebenan, das einem Jungen den Kopf verdreht.
Im Jahr 2019 gaben sie und der Schauspieler Daniel Gillies, mit dem sie zwei Kinder hat, nach 14 Ehejahren die Trennung bekannt. Die Scheidung wurde 2020 eingereicht.

## Filmografie (Auswahl)
- 1995: Angriff der Schnullerbrigade (The Baby-Sitters Club)
- 1995: Tom und Huck (Tom and Huck)
- 1996: 26 Summer Street
- 1996: Carpool – Mit dem Gangster auf der Flucht (Carpool)
- 1997: Wer hat Angst vor Jackie-O.? (The House of Yes)
- 1997: True Women (Fernsehfilm)
- 1997: Defenders – Die Vergeltung (The Defenders: Payback, Fernsehfilm)
- 1997: Der Achtzehnte Engel (The Eighteenth Angel)
- 1997: Missbraucht – Eine Mutter beichtet (Country Justice, Fernsehfilm)
- 1998: Outer Limits – Die unbekannte Dimension (The Outer Limits, Fernsehserie, Folge 4x09 Das Medium)
- 1998: Der Organ-Mann (The Naked Man)
- 1998: Strike – Mädchen an die Macht! (Strike)
- 1998: Wachgeküsst (Living Out Loud)
- 1999: Dawson’s Creek (Fernsehserie, drei Folgen)
- 1999: The Hi-Line
- 1999: Eine wie keine (She’s All That)
- 1999: Freunde bis zum Tod (The Bumblebee Flies Anyway)
- 2000: Get Carter – Die Wahrheit tut weh (Get Carter)
- 2000: Sally
- 2000: Batman of the Future – Der Joker kommt zurück (Batman Beyond: Return of the Joker, Stimme)
- 2000: Batman of the Future (Fernsehserie, zwei Folgen, Stimme)
- 2001: Startup (Antitrust)
- 2001: Über kurz oder lang (Blow Dry)
- 2001: Tangled
- 2001: Texas Rangers
- 2001: Josie and the Pussycats
- 2002: 29 Palms
- 2003: Abgezockt! (Scorched)
- 2003: The Big Empty
- 2003: Bookies
- 2003: 11:14
- 2003: Tempo
- 2004: Stateside
- 2004: American Crime: Video Kills (American Crime)
- 2005: Into the West – In den Westen (Miniserie)
- 2005: Final Fantasy VII: Advent Children (Stimme der Tifa Lockhart)
- 2006: Las Vegas (Fernsehserie, fünf Folgen)
- 2006–2021: Robot Chicken (Fernsehserie, 16 Folgen, Stimme)
- 2007: Vote
- 2007: Nancy Drew – Girl Detective (Nancy Drew)
- 2007: The Final Season – Daran wirst du dich immer erinnern (The Final Season)
- 2007: Blonde Ambition
- 2007: All Hat
- 2008: The Lodger
- 2008: Ghost Whisperer – Stimmen aus dem Jenseits (Ghost Whisperer, Fernsehserie, Folge 4x02 Tödliches Gewissen)
- 2008–2010: Psych (Fernsehserie, sechs Folgen)
- 2009: Bob Funk
- 2009: The Lodger – Der Untermieter (The Lodger)
- 2009: Falling Up – Liebe öffnet Türen (Falling Up)
- 2010: Nevermind Nirvana (Fernsehfilm)
- 2011: Vampire
- 2011: Stealing Paradise
- 2011: The Family Tree
- 2012: Broken Kingdom
- 2012: Left to Die: Die wahre Geschichte von Sandra und Tammy Chase (Left to Die, Fernsehfilm)
- 2012–2015: Perception (Fernsehserie, 39 Folgen)
- 2013: Red Sky
- 2013: Team Unicorn (Fernsehserie, Folge 1x05 The UniCorps Wants You!)
- 2014: Christmas Tail (Fernsehfilm)
- 2016: Summer Love (Fernsehfilm)
- 2016: Autumn in the Vineyard (Fernsehfilm)
- 2017: A Midsummer Night’s Dream
- 2017: Summer in the Vineyard (Fernsehfilm)
- 2018: Frozen in Love (Fernsehfilm)
- 2019: Valentine in the Vineyard (Fernsehfilm)
- 2019: A Blue Ridge Mountain Christmas (Fernsehfilm)
- 2019: Liza on Demand (Fernsehserie, zwei Folgen)
- 2020: Criminal Minds (Fernsehserie, zwei Folgen)
- 2020: Liebe garantiert (Love, Guaranteed)
- 2020: Cross Country Christmas (Fernsehfilm)
- 2021: Einer wie keiner (He’s All That)
- 2021: Tis the Season to be Merry (Fernsehfilm)
- 2022: Spirit Halloween – The Movie
- 2023: A Tourist’s Guide to Love
- 2023: Rescuing Christmas
- 2025: Sisterhood, Inc. (Fernsehfilm)

## Auszeichnungen (Auswahl)
- 1997: Nominierung für den YoungStar Award in der Kategorie Best Performance by a Young Actress in a Comedy Film für Tom und Huck
- 1999: Silberner Bravo Otto in der Kategorie Schauspielerin
- 1999: Nominierung für den MTV Movie Award in der Kategorie Beste Nachwuchsdarstellerin für Eine wie keine
- 1999: Nominierung für den MTV Movie Award in der Kategorie Bestes Filmpaar für Eine wie keine
- 1999: Teen Choice Award in der Kategorie Film – Sexiest Love Scene für Eine wie keine
- 1999: Nominierung für den Teen Choice Award in der Kategorie TV – Breakout Performance für Dawson’s Creek
- 1999: YoungStar Award in der Kategorie Best Performance by a Young Actress in a Comedy Film für Eine wie keine
- 2000: Blockbuster Entertainment Award in der Kategorie Favorite Actress – Newcomer (Internet Only) für Eine wie keine
- 2000: Blimp Award in der Kategorie Favorite Movie Couple für Eine wie keine
- 2001: Nominierung für den Teen Choice Award in der Kategorie Film – Choice Actress für Josie and the Pussycats
- 2001: Young Hollywood Award in der Kategorie Superstar of Tomorrow – Female